# Mali Zahaiți, Șumsk
Mali Zahaiți (în ucraineană Малі Загайці) este un sat în comuna Velîki Zahaiți din raionul Șumsk, regiunea Ternopil, Ucraina.

## Demografie
Componența lingvistică a localității Mali Zahaiți
     Ucraineană (99,28%)
     Alte limbi (0,72%)
Conform recensământului din 2001, majoritatea populației localității Mali Zahaiți era vorbitoare de ucraineană (99,28%), existând în minoritate și vorbitori de alte limbi.